# Мартин Туровский
Мартин, затворник Туровский (ок. 1190—1150) — монах монастыря в городе Турове в Беларуси; православный святой. Канонизирован в чине преподобный. День памяти: 27 июня (10 июля).

## Биография
Мартин не стремился совершать какие-либо подвиги. Он просто хранил в своём сердце любовь к Богу и занимался обычной работой — служил поваром при епископах Туровской епархии: Симеоне, Игнатии, Иоакиме (известен по летописи в 1114—1146 годах) и Георгии. Повар Мартин имел возможность видеть жизнь епископов и слышать их святые молитвы. И следуя примеру владык, Мартин, приготовляя различные блюда, усердно молился.
Неведомо ни происхождение, ни родословная Мартина. Известно, что он жил в земле Туровской и, возможно, был выходцем из неё.
Состарившись и чувствуя, что силы его оставляют, Мартин ушёл на покой. Он остался в монастыре Святых князей Бориса и Глеба, расположенном неподалеку от города Турова. В один из дней Великого поста Мартин принял монашество и стал жить затворником: «Один жил о Бозе». Монахи в те времена (до XIV века) жили в обителях не в одном здании (общежительно), а каждый в обособленной комнате (келье). Однако молились они все вместе в церкви.

## Чудесное явление
Однажды весной, в апреле, за 3 дня до празднования памяти святителя Мартина Исповедника — небесного покровителя старца Мартина, у того начались очень сильные боли. Не способный даже подняться с постели, Мартин мог лишь звать на помощь. Обычно близживущие монахи всегда помогали друг другу. Однако в этот раз сильно разлившаяся река Припять прервала все пути сообщения и помешала другим монахам добраться до кельи болящего. К третьему дню многострадальный старец Мартин окончательно изнемог. Он прекрасно понимал, что из-за паводка никто не может доступиться к его келье, чтобы хотя бы просто подать воды. Ему оставалось лишь, превозмогая боль, молиться и надеяться на Бога. И Господь услышал его мольбы и явил чудо.
Вдруг старец Мартин увидел, как в его келью вошли два юноши в княжеских одеяниях. Затворник, однако, не признал святых страстотерпцев Бориса и Глеба, хотя они «явились в своем подобии, как написаны на иконе». Расспросив о болезни старца, святые братья подали страдающему от боли и жажды ковш воды и напоили больного.
Мартин предложил гостям поесть, смиренно попросив прощения за то, что сам не может им ничего подать. Святые, благословив гостеприимного старца, стали невидимы. Лишь тогда понял блаженный Мартин, кто посетил его в болезни.
После этого чудесного явления преподобный Мартин исцелился — самостоятельно встал на ноги и смог ходить. Он восславил Бога и святых мучеников Бориса и Глеба. Позднее старец рассказал братии о явленном на нем милосердии Господнем.

## Кончина и прославление
Преподобный Мартин, затворник Туровский, предал Господу свою душу 27 июня 1150 года, спустя год после своего чудесного исцеления. За проведенную жизнь, подобную ангельскому чину, Православная Церковь почитает Мартина святым угодником Божиим.

### Тропарь, глас 1
Тяжким недугом страждущий и людьми забытый, / молил еси жажду утолити, преподобне Мартине, / темже Христос посла с Небесе благоверных Бориса и Глеба / тебе послужити и недуг исцелити, / молися ныне ко Господу/ спастися душам нашим.

### Примечание
Все сведения о святом преподобном Мартине почерпнуты из краткого «Сказания о мнихе Мартыне», написанном неизвестным монахом вскоре после кончины подвижника. Существует мнение, что автором или, по крайней мере, инициатором написания «Сказания» был святитель Кирилл Туровский. Простой, не украшенный риторическими изысками стиль сказания не претерпел значительных изменений в результате неоднократного переписывания и поэтому представляет из себя немалую ценность как произведение XII века. Позднее «Сказание о мнихе Мартыне» с некоторыми изменениями вошло в Макарьевские Минеи и стало общедоступным.